# NGC 4720
NGC 4720 је елиптична галаксија у сазвежђу Девица која се налази на NGC листи објеката дубоког неба.
Деклинација објекта је - 4° 9' 21" а ректасцензија 12h 50m 42,6s. Привидна величина (магнитуда) објекта NGC 4720 износи 13,3 а фотографска магнитуда 14,3. NGC 4720 је још познат и под ознакама MCG -1-33-24, IRAS 12481-0352, PGC 43478.